# Pita

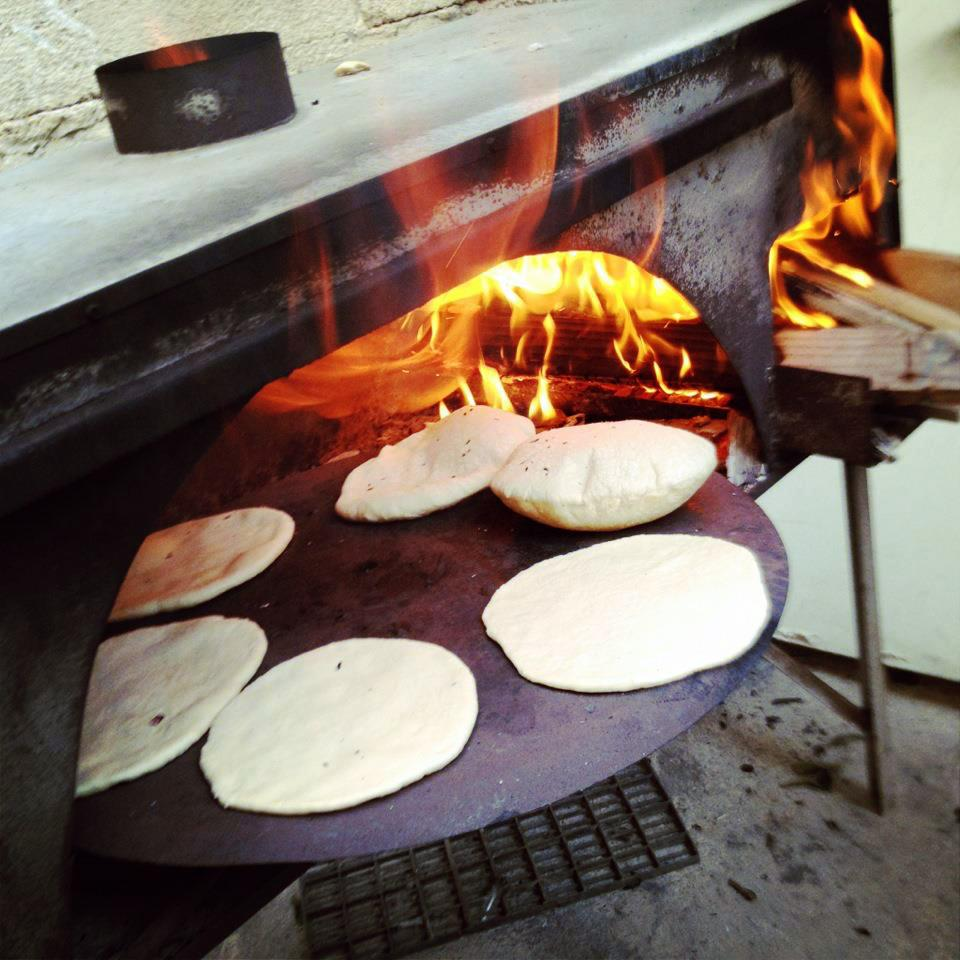
Pita během pečení v Nazaretu

Pita čili pita chléb (arabsky كماج nebo خبز عربي‎, cyrilicí пита, řecky πίτα, hebrejsky פִּתָּה nebo פיתה‎, turecky pide) je druh pšeničného chleba ve tvaru placky připravovaný z mouky a kvasnic. Jedná se o tradiční jídlo blízkovýchodní a středomořské kuchyně.
Pita slouží k namáčení do omáčky nebo hummusu či k přípravě sendvičů.

### Související články

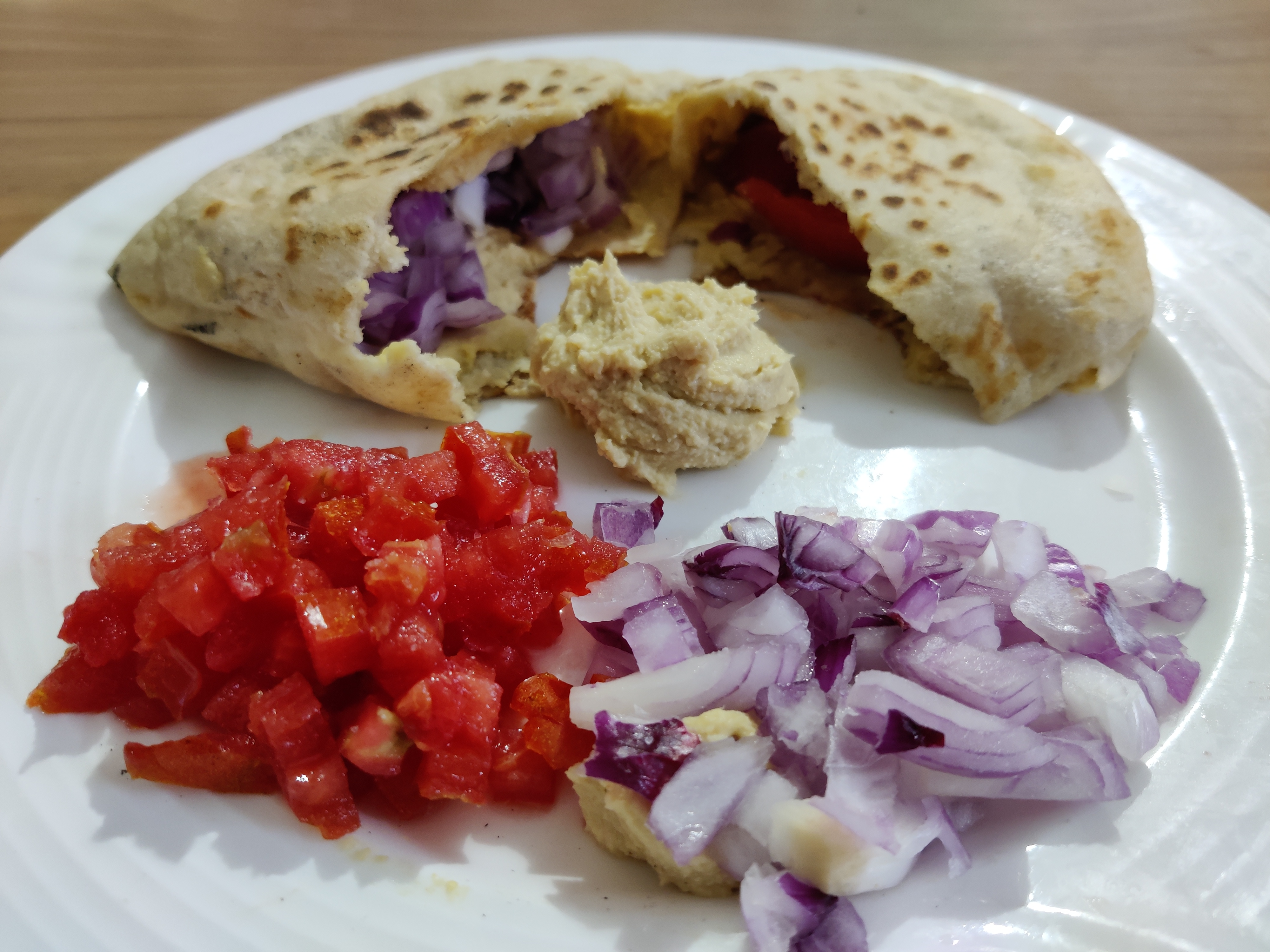
Tradiční pita chleba s hummusem